# Các vụ tấn công Paris tháng 11 năm 2015
Một loạt các vụ nổ súng và các vụ nổ kinh hoàng đã xảy ra tại các quận 10 và 11 của thủ đô Paris, Pháp, tại sân vận động Stade de France ở Saint-Denis, phía bắc thủ đô, và các nơi khác trong vùng Île-de-France bắt đầu từ lúc 21:16 (CET) thứ sáu, ngày 13 tháng 11 năm 2015 cho đến 00:58 (CET) ngày 14 tháng 11 năm 2015. Có ít nhất 3 vụ nổ riêng biệt và 6 vụ nổ súng đã được báo cáo xung quanh thủ đô, trong đó có một vụ đánh bom gần Stade de France ở vùng ngoại ô Saint-Denis phía bắc. Cuộc tấn công đẫm máu xảy ra tại nhà hát Bataclan nơi bọn tấn công đã bắt con tin trước khi bị cảnh sát tràn vào khống chế vào lúc 00:58 (CET).
Ít nhất 132 người đã thiệt mạng trong các cuộc tấn công bằng súng và bom, riêng tại phòng hòa nhạc Bataclan ở trung tâm Paris là 89 người. Có 352 người bị thương trong các vụ tấn công trong đó có 99 người đang trong tình trạng nguy cấp. Một báo cáo cho rằng đã có khoảng 8 tên khủng bố, 7 người đã chết. Các nhà chức trách đang tiếp tục tìm kiếm người còn lại và những kẻ đồng lõa. Sau cuộc tấn công Tổng thống Pháp François Hollande tuyên bố tình trạng khẩn cấp và đóng cửa biên giới toàn bộ nước Pháp trên đài truyền hình vào lúc 23:58 CET. Đây là lần đầu tiên Pháp tuyên bố tình trạng khẩn cấp kể từ năm 1961 và chiến tranh Algeria. Lệnh giới nghiêm cũng lần đầu tiên được đưa ra kể từ năm 1944.
Ngày 14/11/2015 Nhà nước Hồi giáo (IS) thừa nhận trách nhiệm về vụ tấn công. Tổng thống Hollande cũng nói rằng "vụ tấn công được phối hợp, lên kế hoạch và tổ chức từ bên ngoài, với sự hỗ trợ từ bên trong" và mô tả đây là "một hành động chiến tranh". Và ông cũng tuyên bố sẽ đáp trả bọn khủng bố (IS) trên mọi lãnh thổ.
Cuộc tấn công được xem đẫm máu nhất tại Pháp kể từ thế chiến 2. Đây cũng là cuộc tấn công đẫm máu trong Liên minh châu Âu kể từ vụ đánh bom tại Madrid năm 2004. Trước đó ngày 12 tháng 11 năm 2015 đã xảy ra cuộc tấn công của IS tại Lebanon làm thiệt mạng 43 người và 14 ngày trước đó là vụ tai nạn 9268 của Metrojet của Nga làm 217 hành khách và 7 nhân viên thiệt mạng, chi nhánh Sinai của IS tuyên bố nhận trách nhiệm cuộc tấn công. Trước cuộc tấn công, nước Pháp đã được đặt trong tình trạng báo động cao kể từ Vụ tấn công Charlie Hebdo làm 17 người thiệt mạng bao gồm dân thường và cảnh sát.

## Hoàn cảnh
Quân đội Pháp đã tham gia các cuộc không kích vào IS tại Iraq và Syria kể từ ngày 19/9/2014, được biết đến với tên Chiến dịch Chammal. Trong tháng 10/2015, Pháp lần đầu tiên tấn công các mục tiêu ở Syria. IS nhấn mạnh đến các vụ không kích này trong nội dung văn bản thừa nhận trách nhiệm của tổ chức này về vụ tấn công.
Pháp đã đề cao cảnh giác kể từ vụ xả súng vào trụ sở tuần báo Charlie Hebdo và các vụ khủng bố khác có liên quan tấn công Île-de-France vào tháng 1 năm 2015. Hơn nữa, Pháp cũng đã bắt đầu thắt chặt an ninh cho Hội nghị biến đổi khí hậu năm 2015 của Liên Hợp Quốc được tổ chức tại Paris từ 30 tháng 11 đến 11 tháng 12 năm 2015, và biên giới đã được bắt đầu kiểm tra nghiêm ngặt 1 tuần trước khi xảy ra các cuộc tấn công..Vụ thảm sát Charlie Hebdo tháng 1/2015 đã xảy ra tại quận 11, Paris nơi nhà hát Bataclan tọa lạc. Các vụ tấn công khác ở Pháp cũng đã diễn ra trong thời gian gần đây, chẳng hạn như đâm của 3 binh sĩ Pháp đang tuần tra bên ngoài một trung tâm cộng đồng Do Thái ở thành phố Nice, cuộc tấn công nhà máy khí đốt ở thị trấn Saint-Quentin Fallavier và vụ tấn công trên chuyến tàu xe lửa Thalys đi từ Amsterdam sang Paris.

## Diễn biến
- 21:16 – Vụ đánh bom tự sát đầu tiên tại Stade de France.[40]
- 21:20 – Vụ đánh bom tự sát thứ hai tại Stade de France.[40]
- 21:25 – Xả súng tại rue Bichat.[40]
- 21:32 – Xả súng tại rue de la Fontaine-au-Roi.[40]
- 21:36 – Xả súng tại rue de Charonne.[40]
- 21:40 – Vụ đánh bom tự sát trên boulevard Voltaire.[40]
- 21:40 – Bốn người đàn ông vào nhà hát Bataclan và bắt đầu xả súng.[40]
- 21:53 – Vụ đánh bom tự sát thứ ba Stade de France.[40]
- 22:00 – Con con tin bị giữ tại Bataclan.[41]

14/11:
- 00:20 – Lực lượng đặc nhiệm tiến vào Bataclan.[40]
- 00:58 – Cảnh sát Pháp kết thục cuộc vây hãm Bataclan.[41]

Có ít nhất 6 cuộc tấn công riêng rẽ diễn ra bao gồm 6 vụ nổ súng và 3 vụ nổ khác. Vụ nổ súng được báo cáo diễn ra tại các địa điểm bao gồm phố Alibert, phố Charonne, nhà hát Bataclan ở Boulevard Voltaire, Đại lộ République, và Đại lộ Beaumarchais. Theo kiểm sát viên Pháp Molins, có lẽ đó là 3 nhóm khủng bố lành nghề, mà đã thỏa thuận với nhau trước. Nhóm đầu tiên tấn công sân bóng, nhóm thứ hai chạy một chiếc xe hiệu SEAT nhắm vào các quán ăn và quán nước ở trung tâm Paris và nhóm thứ ba đột nhập vào nhà hát Bataclan. Những bom đeo nịt của các tên khủng bố giống hệt với nhau.

### Sân vận động Stade de France
Sân vận động Stade de France Quận Saint-Denis, vào lúc bom nổ có tới 80.000 khán giả đang xem trận đá bóng giao hữu giữa đội tuyển quốc gia Pháp (nước sẽ tổ chức giải bóng đá Euro 2016) và đội tuyển quốc gia Đức (vừa dành chức vô địch World Cup 2014). Tổng thống Pháp François Hollande và ngoại trưởng Đức Frank-Walter Steinmeier cũng có mặt trong số khán giả. Trận đấu được chiếu trực tiếp ở 66 nước.
Một trong số 3 kẻ khủng bố có vé vào cửa và tính vào sân bóng ở cổng D ở Avenue Jules Rimet 15 phút sau khi trận đấu bắt đầu. Nhân viên an ninh kiểm soát hắn, thấy được giây nịt bom,, sau đó vài giây hắn đã lùi ra và cho bom nổ vào lúc 21:20 giờ, giết chết một người ở gần đó. Sau đó cảnh sát đã tìm thấy hắn có mang theo một thẻ hộ chiếu Syria. Kẻ khủng bố thứ 2 định xâm nhập sân bóng ở cổng H nhưng không được, và đã kích nổ bom vào lúc 21:30 giờ. Còn kẻ khủng bố thứ 3 đã cho bom giây nịt nổ cách xa sân bóng ở Rue des Trémies gần quán McDonald's - vào lúc 21:52 giờ. Không ai bị thương cả.
Cả ba vụ nổ có thể nghe và cảm nhận được trong sân bóng và trong truyền hình (phút đấu 17 và 20). Đa số khán giả theo lời họ sau này cho đó chỉ là pháo đốt. Trong khi Hollande đã bỏ về khi hiệp đầu chấm dứt, Steinmeier ở lại xem hiệp hai. Trận đấu được cho tiếp tục để khán giả khỏi bị hoảng sợ.
Sau khi trận đấu chấm dứt, khán giả được hướng dẫn ra về. Vì không phải cổng nào cũng mở, nhiều khán giả đã tràn xuống sân. Cả hai đội tuyển quốc gia vì lý do an ninh cũng ở lại trong sân. Đội Đức thì ngủ trên đệm ngay tại sân bóng cùng với đội Pháp với tinh thần đồng đội vào buổi sáng họ được đưa thẳng ra sân bay.
Trước trận đấu vài giờ đội tuyển quốc gia Đức đã phải rời khỏi khách sạn vì khách sạn đối diện Hotel Molitor Paris ở quận 16 bị đe dọa đặt bom.

### Nổ súng vào các quán ăn uống

#### Le Carillon và Le Petit Cambodge

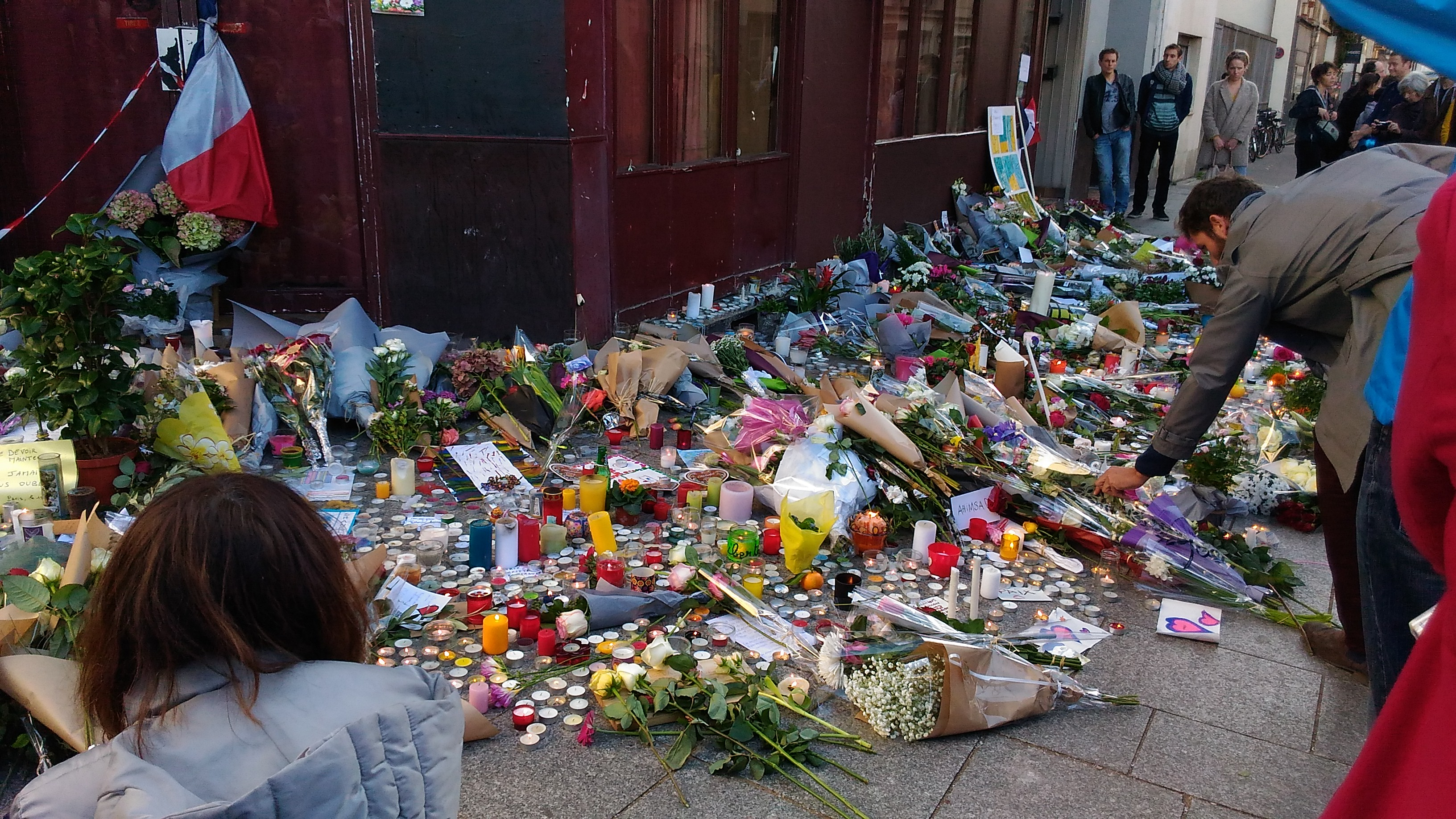
Người dân tới đặt hoa tại hiện trường vụ xả súng trước cửa nhà hàng Le Carillon

Cả hai địa điểm này nằm ở góc phố Bichat và phố Alibert, gần Kênh đào Saint-Martin thuộc quận 10, Paris. Những kẻ khủng bố vào lúc 21 giờ 25' tới bằng xe Seat Leon, đã bắn vào những người ngồi bên ngoài quán bar-cà phê Le Carillon vào khoảng 21:20 (CET). Sau đó chúng lao qua phố Bichat tấn công nhà hàng đồ ăn Campuchia có tên Le Petit Cambodge làm hàng loạt người tử vong, tổng cộng 15 người chết, 10 người bị thương. Theo một nhân chứng, một trong các tay súng đã hét lên "Allahu Akbar". Theo các báo cáo những kẻ khủng bố đã "chạy trốn trên 1 hoặc 2 chiếc xe" sau khi xảy ra vụ tấn công. Một trong những chiếc xe bỏ chạy được ghi nhận có giấy phép của Bỉ. Các bác sĩ từ bệnh viện Saint-Louis gần Le Carillon đã tới hỗ trợ khẩn cấp người bị thương.

#### La Casa Nostra và Cafè Bonne Bière
Những kẻ khủng bố cũng với chiếc xe Seat Leon ngừng tại một ngã tư. khoảng 21:35 Uhr họ bắn vào quán ăn Ý La Casa Nostra ở Rue de la Fontaine au Roi 2 và quán nước Café Bonne Bière ở Rue du Faubourg-du-Temple 32. 5 người đã chết, 8 người bị thương nặng.

#### Phố Charonne
Vào lúc 21:38 Uhr, các kẻ khủng bố lại dùng AK-47 bắn từ một chiếc xe Seat Leon bắn vào quán nước La Belle Équipe ở 92 Rue de Charonne làm thiệt mạng 19 người. 9 người khác bị thương nặng.

#### Đại lộ Voltaire
Khoảng 21:43 Uhr, một tên khủng bố đã tự giật bom tự tử tại quán Café Comptoir Voltaire ở 253 Boulevard Voltaire. Một người khác bị thương nặng. Chỗ này chỉ cách nhà hát Bataclan 900 mét.

### Xả súng và bắt giữ con tin tại nhà hát Bataclan

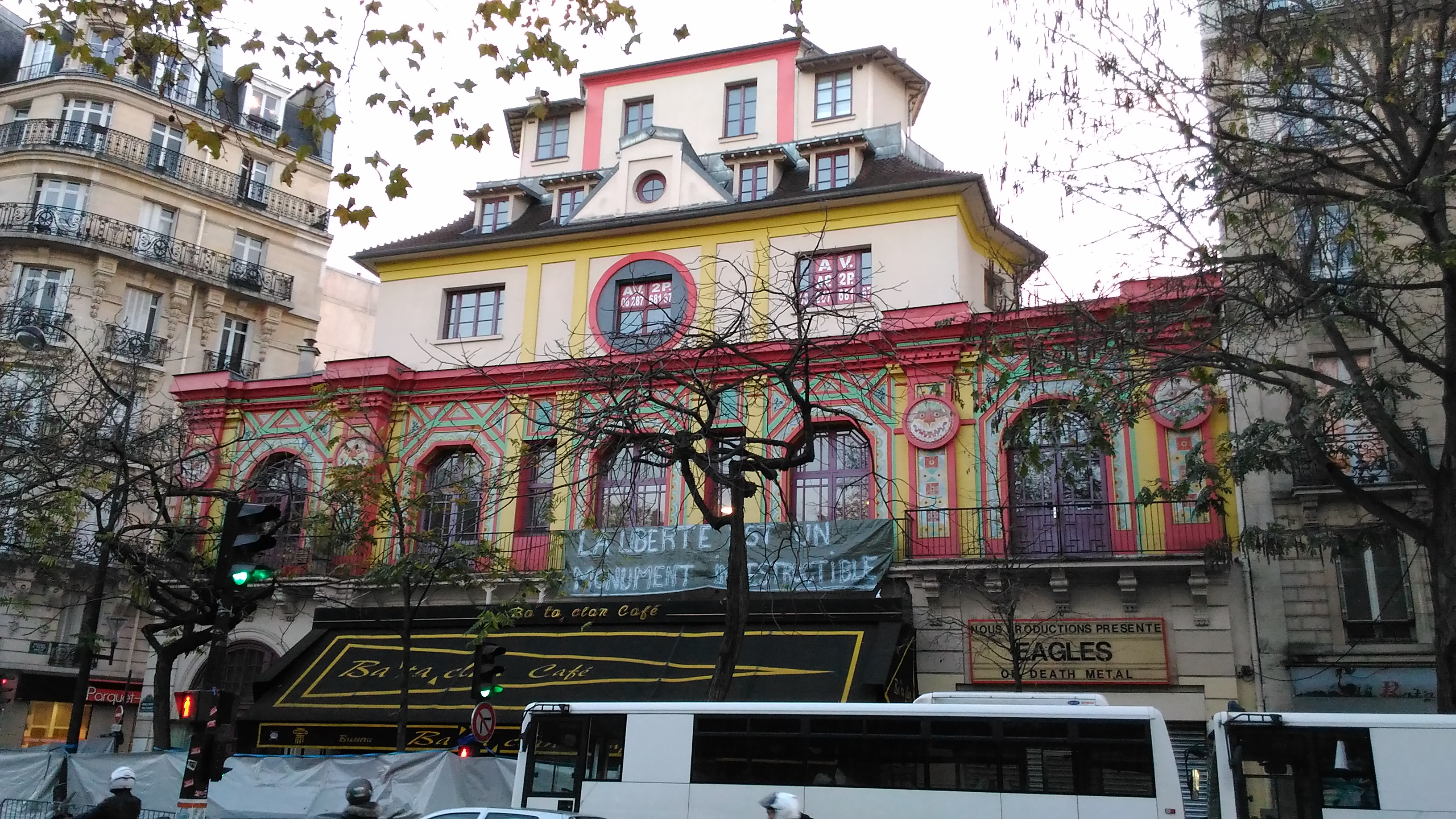
Cảnh sát phong tỏa hiện trường vụ xả súng ở nhà hát Bataclan. Trước lối vào có ghi show diễn của ban nhạc Eagles of Death Metal

Nhà hát Bataclan là nơi có nhiều người thiệt mạng nhất. Vào khoảng lúc 21g40 ngày 13-11 (tức 3g30 sáng 14-11 giờ Việt Nam), 4 kẻ tấn công có trang bị súng AK-47 ra khỏi chiếc xe VW Polo, đột nhập vào khán phòng và bắt đầu xả súng trong khoảng 10 phút vào đám đông. Lúc đó ban nhạc rock người Mỹ Eagles of Death Metal đang trình diễn trước khoảng 1.500 khán giả. Nửa tiếng sau đó, những kẻ tấn công bắt đầu bắt giữ con tin và trấn áp họ suốt hai tiếng đồng hồ cho tới lúc được cảnh sát giải cứu. Một số người đã bị chúng giết trong lúc bắt giữ làm con tin. Tổng cộng những tên khủng bố đã giết ít nhất 89 người ở đây. Cảnh sát khi tràn vào đã bắn chết một tên khủng bố, 3 kẻ còn lại đã dựt bom đeo nịt tự tử.

## Điều tra

### Nhóm khủng bố
Ngày 14 tháng 11 năm 2015, tổng thống Pháp François Hollande cho biết, hung thủ là những người ủng hộ tổ chức IS; những việc làm đã hoạch định ở ngoài nước Pháp và tổ chức với sự giúp đỡ của đồng bọn ở trong nước Pháp. Vào ngày 15 tháng 11, tổng công tố viên Molins loan báo 7 kẻ khủng bố đã chết. Trong số 7 người này, 6 kẻ đã dựt bom đeo quanh bụng cùng loại, một kẻ đã chết vì đạn của lực lượng an ninh, trước khi anh ta làm được chuyện đó. Nhóm khủng bố chia ra làm 3 đội, tấn công ba nơi – sân vận động, nhà hát và các quán ăn. Những kẻ khủng bố sân vận động đã không được cho vào vì kiểm soát an ninh đã khám phá ra những bất thường trong quần áo của họ. Hiện tại nhà cầm quyền đang điều tra nhóm bắn vào nhà hàng. Tổng cộng trong số các thủ phạm chỉ còn một người sống sót: Salah Abdeslam bị bắt ở Brüssel 4 tháng sau đó và đang bị điều tra ở Pháp.
Tất cả những tên khủng bố cho tới giờ được nhận diện là người Pháp từ 20 tới 31 tuổi gốc Ả Rập, sinh ra và lớn lên ở ngoại ô Paris và Bruxelles, Bỉ. Họ hoặc làm những việc lặt vặt để sinh sống hoặc đang thất nghiệp. Ít nhất một người đã có phạm tội nhẹ. Nhiều người không còn liên lạc với gia đình. Theo các tin tức hiện thời, thì họ chưa bị án tù giam, như vậy họ không thể trở nên quá khích trong khi ở tù. Có lẽ họ trở thành cực đoan khi đã ra nước ngoài: ít nhất 3 người trong nhóm từ cuối năm 2013 đã tới Syria, và ở đó nhiều tháng. Như vậy "thế hệ Syria" có lẽ đã tới châu Âu rồi. Hiện thời (2017) người ta đã nhận diện được 6 trong số 7 kẻ khủng bố.

#### Abdelhamid Abaaoud
- Abdelhamid Abaaoud, 27 tuổi người Bỉ, sinh trưởng ở Molenbeek, cha là người Maroc, được xem là kẻ đã giật dây và hoạch định kế hoạch tấn công theo đài truyền hình Pháp RTL. Anh ta đã thú nhận có liên lạc trực tiếp với các kẻ khủng bố. Tin này hiện chưa được nguồn khác xác nhận. Abaaoud đầu năm 2013 đã tới Syria. Đầu năm 2015 anh ta lên kế hoạch một cuộc khủng bố ở Bỉ, nhưng bị bại lộ nên đã bỏ trốn.[68] Trong tháng 7, tòa án Bỉ đã xử vắng mặt Abaaoud 20 năm tù.[69] Theo cơ quan điều tra, qua dấu tay trên súng AK-47, Abaaoud vào ngày 13.11 thuộc nhóm 3 người mà đã tấn công vào các quán ăn uống ở phía đông Paris [69]. Ibrahim Abdeslam đã dựt bom tự sát, Abaaoud và một đồng lõa khác trốn thoát và đậu xe tại vùng ngoại ô Montreuil. Abaaoud và một người đồng lõa sau đó dự định, và ngày 18 hay là 19.11 sẽ dựt bom ở La Défense, phía tây Paris.[70]

#### Ismaël Omar Mostefaï
- Một trong những thủ phạm, có một người gốc Algeria có quốc tịch Pháp, Ismaël Omar Mostefaï (sinh năm 1985 ở Courcouronnes) sau vụ khủng bố ở nhà hát Bataclan đã được nhận diện qua phân tích DNA những ngón tay anh ta mà bị cắt đứt. Mostefaï, có 3 anh trai và 2 chị em gái, đã có con, từ năm 2010 đã bị mật thám ghi nhận vì có khuynh hướng quá khích. Lực lượng đặc biệt của cảnh sát đang giam giữ người cha và một người anh của Mostefaï.[71][72][73]

#### Salah Abdeslam
- Hiện tại người ta đang lùng bắt kẻ khủng bố thứ 8 trong nhóm này, đó là Salah Abdeslam, 26 tuổi quốc tịch Bỉ, sinh trưởng ở Molenbeek, em trai của Ibrahim Abdeslam. Theo báo Le Monde, Salah vào sáng thứ bảy trước cuộc tấn công đã bị cảnh sát biên phòng kiểm soát, nhưng đã cho đi. Trong xe có hai người khác nữa.[74] Chưa biết rõ là Salah Abdeslam có tham dự cuộc tấn công, nhưng anh ta là người đã mướn chiếc xe VW Golf và chở các hung thủ tới nhà hát Bataclan. Nhờ chiếc xe này mà cảnh sát mới tìm ra manh mối.[68] Các người điều tra sau này cho là, Salah đã chở 3 kẻ khủng bố tự sát tới sân vận động Stade de France rồi sau đó đậu xe ở quận 18. Salah được cho là chiu trách nhiệm về việc hậu cần trong vụ này. Anh ta là người đã mướn chiếc xe VW Polo, cũng như mướn một căn hộ ở Bobigny và 2 phòng khách sạn ở Alfortville, 2 khu đều ở phía đông Paris[69]. Trong một bài viết thú nhận của ISIS nói là đã chịu trách nhiệm vụ tấn công ở quận này. Ngoài Abdeslam một người khác đang bị Bỉ công bố lùng bắt: Mohamed Abrini, 30 tuổi, 2 ngày trước các cuộc tấn công đã bị quay phim cùng với Salah Abdeslam tại một trạm đổ xăng ở Resson trên đường cao tốc hướng Paris.[70]

Ngày 21.11, luật sư Carine Couquelet, bào chữa cho Hamza Attou, cho biết ông ta đã cùng với người bạn là Mohammed Amri, đã tới Paris hôm sau vụ khủng bố đón Salah Abdeslam về Bỉ. Salah mặt một áo khoát dầy, có lẽ là có áo vét chứa bom bên trong. Trên chuyến đi họ đã bị cảnh sát chận lại 3 lần nhưng lại cho đi tiếp. Cả hai người đi đón đã bị bắt thứ bảy tuần trước tại Molenbeek.

#### Ibrahim Abdeslam
- Ibrahim Abdeslam, 31 tuổi, anh của Salah Abdeslam đã dựt bom tự sát tại quán ba Comptoir Voltaire. Ibrahim cũng đã mướn một chiếc xe Seat Leon, được sử dụng trong vụ tấn công và sau đó được tìm ra ở gần Paris. Các hung thủ đã dùng xe này để di chuyển trong quận 10, và dùng AK-47 bắn vào các khách ở quán Bar Le Carillon và Le Petit Cambodge. Ibrahim sau cùng sống ở Molenbeek, Bruxelles.[68]

Mohamed Abdeslam, người em trai út bị bắt vào tối thứ bảy ở Bruxelles, theo tin nữ luật sư của anh ta, thì đã được thả ra. Anh ta sống cùng với những người anh của mình và làm việc cho cơ quan hành chính ở Molenbeek. Hiện chưa rõ Mohamed Abdeslam có biết gì về các hoạch định chương trình tấn công.

#### Bilal Hadfi
- Bilal Hadfi, 20 tuổi người Pháp, đánh bom tự sát trước sân vận động Stade de France. Anh ta cũng sống sau cùng ở Bỉ, sau khi vào đầu năm 2015 đã tới Syria ở trong nhiều tháng.[68]

#### Samy Amimour
- Samy Amimour, 28 tuổi, người Pháp là một trong những hung thủ tại khán phòng Bataclan. Anh ta xuất thân từ Drancy, một ngoại ô của Paris, đã định tới một trại đào tạo khủng bố ở Yemen. Theo báo chí thì anh ta phải báo cáo thường xuyên cho cảnh sát, nhưng đã biến mất vào năm 2013.[68]

#### Hai người tới Hy Lạp tị nạn
- Tình nghi là người Syria là một kẻ khủng bố ở Stade de France, nơi người ta đã tìm được một hộ chiếu Syria có tên Ahmad al-Mohammad (25), sinh ra ở Idlib, Syria. Hiện chưa biết hộ chiếu này thật hay giả. Tuy nhiên vào tháng 10, anh ta đã được ghi nhận là đã tới Hy Lạp xin tỵ nạn, dấu tay ở đó đã chứng minh việc này.[76]. Sau này, người ta tìm ra được một hộ chiếu Syria Mohammad al Mahmod của một thủ phạm khác, mà cũng đã cùng tới đảo Leros, Hy Lạp xin tỵ nạn[69]. Số hộ chiếu của họ có trong 3800 số của các hộ chiếu mà Syria đã thông báo cho các cơ quan an ninh châu Âu. Đây là các hộ chiếu trống mà ISIL đã đoạt được. Chính quyền Hy Lạp tuy vậy không nhận ra vì dữ liệu của họ đã không được cập nhật hóa với hệ thống thông tin Schengen.[77] Theo tin từ cơ quan tình báo hải ngoại Pháp DGSE đầu năm 2017, một trong 2 người này là người của ISIS xuất phát từ Mosul, Iraq, tên là Ammar Ramadan Mansur Mohammed al-Sabaawi, 20 tuổi. Đầu năm 2016 ISIS đã thưởng gia đình thủ phạm tính ra khoảng 5000 USD và một số con cừu.[67]

Theo nhân chứng một nhóm đi xe Seat Leon và một nhóm đi xe VW Polo, 2 chiếc này có bảng số xe Bỉ, một chiếc xe xám Golf lúc đo đậu trước nhà hát Bataclan đã bị cảnh sát tịch thu ở Bruxelles. Ngày 14 tháng 11, một chiếc xe có bảng số Bỉ dùng trong vụ tấn công đã bị chận lại tại biên giới với Bỉ, 3 người trong xe bị bắt, trong đó một người có quốc tịch Pháp đã mướn xe ở Bỉ. Thêm 3 người khác cũng đã bị bắt giam ở Bỉ.

### Truy bắt

#### Xét nhà căn hộ Saint-Denis
Dò theo các cú gọi điện thoại, cơ quan an ninh đã tổ chức một cuộc khám xét tại trung tâm Saint-Denis cách sân vân động Stade de France chỉ một cây số rưỡi vào 4:20 sáng sớm ngày 18 tháng 11 năm 2015. Mục đích là để tìm bắt kẻ tình nghi Abdelhamid Abaaoud và Salah Abdeslam, em trai của kẻ nổ bom tự sát tại quán Comptoir Voltaire song không làm ai thiệt mạng. Kết quả theo bộ trưởng nội vụ Bernard Cazeneuve, 7 kẻ tình nghi bị bắt trong đó 3 người bị bắt trong một căn hộ, một người là người mướn nhà. Ngoài ra có hai người chết, một người đàn bà đã cho bom nổ, một kẻ khủng bố chết vì đạn và lựu đạn. Theo cảnh sát thì có thêm một người thứ ba đã chết. 5 cảnh sát bị thương nhẹ. Theo một nguồn tin nhóm khủng bộ dự định tấn công khu vực thương mại La Défense ở Paris.
Theo tin chính thức vào lúc 19 giờ tối ngày 18 tháng 11, công tố viên Molins khẳng định Abaaoud và Abdeslam đều không nằm trong số 8 đối tượng trên. Tới trưa ngày 19 tháng 11, cảnh sát tuyên bố Abaaoud là một trong số những kẻ bị tiêu diệt trong đợt truy kích ở Saint-Denis
Công tố viên Pháp sau đó đã công nhận là có xác chết thứ ba trong căn hộ, và người dựt bom tự sát không phải là người đàn bà, được cho là chị em họ của Abaaoud mà là một đàn ông chưa xác định được gốc tích. Còn người chị em họ chính là người chết thứ ba.

#### Bắt giam lãnh tụ Hồi giáo
Gần Toulouse, ngày 24.11, cảnh sát đã bắt được một lãnh tụ Hồi giáo Olivier Corel, người Pháp gốc Syria, bị cho là khích động các cuộc tấn công ở Paris. Theo thông tấn xã AFP, Corel được cho là một Salafist (phái hồi giáo quá khích) và có lẽ là người đỡ đầu cho những Jihadist như Fabien Clain. Giọng của Clain đã được nhận ra trong một clip của ISIS mà thú nhận chịu trách nhiệm cho các vụ tấn công.
Tổng cộng các cơ quan điều tra Pháp đã khám xét hơn 1200 căn hộ. 165 người bị tạm giam và 230 vũ khí đã bị tịch thu. Ngoài ra theo AFP 266 người bị tạm giữ tại nhà.

### Điều tra ở các nước lân cận

#### Bayern
Trước các vụ tấn công ở Paris, vào ngày 5 tháng 11 năm 2015 một người đàn ông 51 tuổi quốc tịch Montenegro đã bị cảnh sát kiểm soát. Trong xe có giấu 8 khẩu AK-47 với đạn dược, 3 cây súng ngắn, 2 quả lựu đạn và 200 Gram chất nổ TNT. Khám xét hệ thống chỉ đường GPS xe hơi và điện thoại lưu động cho thấy ông này đang trên đường đi sang Paris.

## Nạn nhân
| Quốc tịch      | Chết | Bị thương |
| -------------- | ---- | --------- |
| Pháp           | 104  | Chưa rõ   |
| Bỉ             | 3    |           |
| Chile          | 3    |           |
| Bồ Đào Nha     | 3    |           |
| Algeria        | 2    |           |
| Mexico         | 2    | 1         |
| Romania        | 2    | 1         |
| Tunisia        | 2    |           |
| Mỹ             | 2    |           |
| Morocco        | 1    | 1         |
| Đức            | 1    |           |
| Ý              | 1    | 2         |
| Tây Ban Nha    | 1    |           |
| Thụy Điển      | 1    | 1         |
| Vương quốc Anh | 1    |           |
| Serbia         | 0    | 7         |
| Hà Lan         | 0    | 3         |
| Brazil         | 0    | 2         |
| Úc             | 0    | 1         |
| Áo             | 0    | 1         |
| Trung Quốc     | 0    | 1         |
| Ireland        | 0    | 1         |
| Chưa rõ        |      | 332       |
| Total          | 129  | 352       |
| Quốc tịch kép  |      |           |

Có ít nhất 129 người đã thiệt mạng và hơn 300 người bị thương trong các vụ tấn công. Bộ Ngoại giao Thụy Điển cho biết đã có ít nhất 1 công dân nước này tử vong và một bị thương. Ngoại trưởng Bỉ xác nhận có hai người tử vong là công dân Bỉ. Bộ trưởng Ngoại giao Úc khẳng định có 1 công dân nước này bị thương. Phó Thủ tướng Tây Ban Nha Soraya Sáenz de Santamaría thông báo rằng các nhà chức trách Pháp đã xác định Alberto González Garrido, 29 tuổi một trong những nạn nhân trong cuộc tấn công vào Bataclan là công dân nước này. Chính quyền Bồ Đào Nha khẳng định rằng ít nhất một công dân Bồ Đào Nha đã chết trong các cuộc tấn công. Bộ Ngoại giao Rumani xác nhận 2 công dân Rumani đã thiệt mạng trong các cuộc tấn công.

## Hành động sau cuộc tấn công

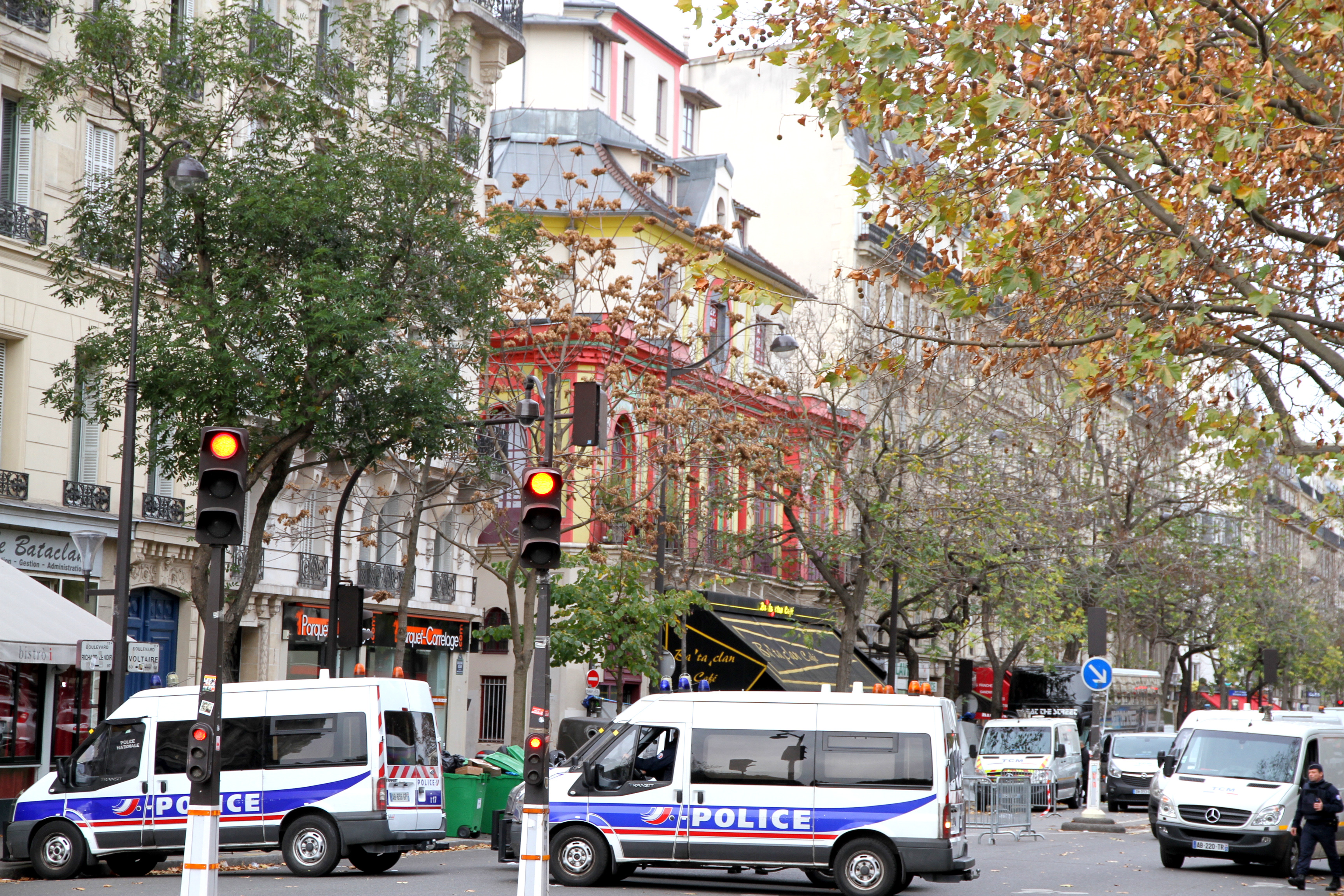
"Bataclan" một ngày sau vụ nổ, ngày 14 tháng 11 năm 2015

### Phản ứng chính thức
Tổng thống François Hollande đã tuyên bố trên truyền hình "... đối mặt với sợ hãi, một quốc gia biết phải bảo vệ mình thế nào, biết phải huy động các lực lượng thế nào và một lần nữa, sẽ đánh bại khủng bố". Nhà chức trách ngay lập tức ban bố tình trạng khẩn cấp và yêu cầu người dân nước này hãy ở trong nhà. Tổng thống hủy bỏ chuyến đi tới Antalya dự Hội nghị G-20 để ở nhà giải quyết vụ việc. Thay vào đó, Ngoại trưởng Laurent Fabius và Bộ trưởng Tài chính Michel Sapin đại diện tham dự Hội nghị.
Ngày 14 tháng 11, Tổng thống Hollande đã tuyên bố ba ngày quốc tang trên toàn quốc. Ngày 17 tháng 11, ông chủ trì một phiên họp khẩn với lưỡng viện Quốc hội Pháp để thảo luận về vụ tấn công vừa qua cũng như đưa ra một loạt các công cụ pháp lý và ngoại giao mới nhằm đối phó với chủ nghĩa khủng bố. Các biện pháp này bao gồm dự luật gia hạn tình trạng khẩn cấp thêm ba tháng, ngưng cắt giảm ngân sách quốc phòng, đơn giản hoá việc tước bỏ quyền công dân Pháp và trục xuất vĩnh viễn đối với người bị buộc tội khủng bố.

### Biện pháp phòng ngừa an ninh
Để đối phó với các cuộc tấn công, Pháp được đặt vào tình trạng khẩn cấp, biên giới của Pháp tạm thời bị đóng cửa, và quân đội Pháp đã được triệu tập để duy trì trật tự tại Paris. Các kế hoạch blanc (vùng Île-de-France) và kế hoạch đỏ (toàn quốc), 2 phương án dự phòng Pháp cho trường hợp khẩn cấp, ngay lập tức được kích hoạt. 1.500 binh sĩ đã được triển khai trên các đường phố của Paris. Paris tuyên bố lệnh giới nghiêm đầu tiên kể từ Thế chiến II.
Các chuyến bay đi và đến từ sân bay Charles de Gaulle và Orly hầu hết đều không bị ảnh hưởng. Hãng American Airlines tạm ngừng các chuyến bay tới Paris cho tới khi có thông báo mở lại. Nhiều bến tàu điện ngầm thuộc hệ thống Métro Paris trong các quận 10 và 11 đã bị đóng cửa vì các cuộc tấn công. Uber cũng dừng hoạt động tại Paris sau khi các cuộc tấn công diễn ra. Tất cả các trường công lập và các trường đại học ở Paris đều phải đóng cửa trong ngày hôm sau, thứ bảy ngày 14 tháng 11.
Bỉ thắt chặt an ninh dọc biên giới với Pháp và tăng kiểm tra an ninh những người đến từ Pháp.

### Phương tiện truyền thông xã hội
Sau vụ khủng bố vào trụ sở báo Charlie Hebdo, cụm từ Je Suis Charlie được sử dụng để thể hiện tình đoàn kết với các nạn nhân của các cuộc tấn công, trong lịch sử cụm từ ich bin ein Berliner (tôi là người Berlin) và cụm từ Tonight, we are all Americans (Đêm nay, chúng tôi là tất cả Mỹ) được sử dụng trong diễn văn của Tổng thống Mỹ Kennedy và được nhà báo Nicole Bacharan đài France 2 nói sau cuộc khủng bố ngày 11/9. Các cụm từ như "Hôm nay chúng ta đều là người Paris" và "Je Suis Paris" đã được sử dụng bởi các báo chí và phong trào công cộng.
Trong những giờ sau vụ tấn công, một số người dân Paris đã sử dụng phương tiện truyền thông xã hội, đặc biệt là hashtag #PorteOuverte (#Cửa mở đấy), để cung cấp nơi trú ẩn qua đêm với những người bị mắc kẹt bởi các cuộc tấn công. Các hashtag này sau đó trở thành xu hướng trên toàn thế giới. Một phiên bản cải biên của biểu tượng hòa bình thế giới được sửa đổi để giống tháp Eiffel, cũng được lan truyền rộng rãi. Biểu tượng được chia sẻ rộng rãi trên các phương tiện truyền thông xã hội với các hashtag #PrayForParis, #PeaceForParis và #JeSuisParis.
Du học sinh Pháp tại Hoa Kỳ đã tập trung tại quảng trường Union Square (New York) nơi họ thắp nến và hát bài quốc ca Pháp La Marseillaise. Các cuộc cầu nguyện tương tự cũng diễn ra tại Sydney, Montréal, Luân Đôn và nhiều nơi khác.
Sau cuộc tấn công nhiều công trình trên toàn thế giới được thắp sáng bằng màu sắc của lá cờ quốc kỳ Pháp bao gồm One World Trade Center ở thành phố New York, Tower Bridge ở London, Tòa thị chính thành phố tại San Francisco, Tháp CN ở Toronto, Cổng Brandenburg ở Berlin, Nhà hát Opera Sydney ở Sydney, tháp Oriental Pearl Tower ở Thượng Hải, cổng vòm sân vận động Wembley ở London, Tháp Petrin Lookout ở Prague, Cung Văn hóa và Khoa học tại Warsaw, Matenadaran ở Yerevan, và Bảo tàng Nghệ thuật Đương đại ở Zagreb.
Sáng hôm sau cuộc tấn công, một người đàn ông đã đến bên ngoài nhà hát Bataclan trên một chiếc xe đạp và chơi đàn piano bằng bài hát Imagine (hãy tưởng tượng) của John Lennon. Một đám đông và một số người quay phim đã tập hợp và hoan nghênh hành động đó.
Facebook giới thiệu hệ thống check-in an toàn cho người sử dụng ở Paris, họ có thể thông báo cho bạn bè và gia đình rằng họ được an toàn. Facebook cũng đưa ra tính năng tạo hiệu ứng quốc kỳ Pháp trên hình đại diện.

### Phản ứng quốc tế
Một loạt các nguyên thủ, lãnh đạo chính phủ các nước và tổ chức quốc tế đã gửi lời chia buồn và bày tỏ tình đoàn kết đến chính phủ và người dân Pháp.
- Liên Hợp Quốc: Tổng thư ký Ban Ki-moon gọi vụ tấn công khủng bố liên hoàn ở Paris là hành vi "hèn hạ" và bày tỏ lời chia buồn sâu sắc nhất đến với gia đình các nạn nhân và tin tưởng chính phủ Pháp sẽ làm hết sức để đưa sớm đưa những kẻ thủ ác ra công lý. Hội đồng Bảo an cũng ra thông cáo lên án vụ khủng bố đẫm máu tại Paris và bày tỏ lời cảm thông đến những người bị nạn.[109]
- Liên minh châu Âu: Chủ tịch Ủy ban châu Âu Jean-Claude Juncker trên trang Twitter của mình cho biết ông hoàn toàn bị sốc bởi vụ tấn công và bày tỏ tình đoàn kết với người dân Pháp. Chủ tịch Hội đồng châu Âu Donald Tusk gửi thư thăm hỏi đến Tổng thống Pháp François Hollande, trong đó khẳng định vụ tấn công này không chỉ nhằm vào nước Pháp mà còn cả châu Âu. Ông nhấn mạnh EU sẽ luôn đoàn kết với chính phủ và nhân dân Pháp trong cuộc chiến chống khủng bố và giữ vững các giá trị phổ quát.[110]
- Anh: Thủ tướng Anh David Cameron nói ông bị "sốc" khi nghe tin về vụ việc và mong muốn gửi lời chia buồn và cầu nguyện đến người dân Pháp. Văn phòng Đối ngoại hiện đang tìm hiểu xem có công dân Anh gặp nạn trong các vụ tấn công hay không. Văn phòng Thủ tướng Anh cho biết Thủ tướng sẽ triệu tập hội nghị uỷ ban khẩn cấp Cobra để có biện pháp đối phó.[111]
- Ấn Độ: Thủ tướng Ấn Độ Narendra Modi lên án mạnh mẽ vụ tấn công ở Paris và xin gửi những lời nguyện cầu đến gia đình của những người bị nạn. Ông nhấn mạnh "chúng tôi đoàn kết với nhân dân Pháp trong thời điểm bi thương này".[112]
- Canada: Thủ tướng Canada Justin Trudeau gửi lời chia buồn đến "những người anh em Pháp" và cho biết Canada đã và đang làm mọi cách có thể để hỗ trợ chính phủ Pháp ngay sau khi vụ tấn công tại nhà hát xảy ra.[113]
- Đức: Thủ tướng Angela Merkel bày tỏ lòng sự đồng cảm đến người dân Pháp và cho biết nước Đức luôn đoàn kết với Pháp trước khủng bố.[114] Bộ trưởng Nội vụ Đức Thomas de Maizière tuyên bố sẽ hỗ trợ lực lượng đặc biệt của Đức.
- Hoa Kỳ: Tổng thống Barack Obama triệu tập một thông cáo báo chí bất thường tại Nhà Trắng lên án "mưu toan tàn bạo nhằm khủng bố dân thường vô tội" và gọi đây là "cuộc tấn công vào toàn thể nhân loại và các giá trị phổ quát mà chúng ta chia sẻ". Ông nói Hoa Kỳ luôn sẵn sàng để hỗ trợ người dân Pháp bất cứ khi nào họ cần.[115] Bộ trưởng Tư pháp Hoa Kỳ Loretta Lynch sẽ đưa lực lượng hỗ trợ các cơ quan thực thi luật pháp của Pháp. Ngoài ra, hơn 27 tiểu bang của Mỹ tuyên bố từ chối tiếp nhận người tị nạn đến từ Syria. Hầu hết các bang này có thủ hiến là người thuộc Đảng Cộng hoà.[116]
- Cộng hoà Séc:
- Thổ Nhĩ Kỳ: Tổng thống Thổ Nhĩ Kỳ bày tỏ lời chia buồn đến tổng thống và người dân Pháp.
- Trung Quốc: Trên đường đến dự Hội nghị G-20 tại Thổ Nhĩ Kỳ, Tổng Bí thư, Chủ tịch Trung Quốc Tập Cận Bình gửi công điện chia buồn đến Tổng thống Pháp François Hollande, trong đó ông "lên án sâu sắc hành vi tàn bạo của bọn khủng bố". Ông cũng bày tỏ lời chia buồn với nạn nhân và thân nhân những người bị nạn. Trong khi đó, Thủ tướng Lý Khắc Cường cũng gửi điện thăm hỏi đến người đồng cấp Pháp Manuel Valls, bày tỏ lời chia buồn và cảm thông với nạn nhân của vụ khủng bố. Trong thông điệp, ông cũng nhấn mạnh chính phủ Trung Quốc cực lực phản đối tất cả mọi hình thức khủng bố và luôn sẵn sàng hợp tác với Pháp và cộng đồng quốc tế để giảm trừ các mối đe doạ và thách thức do chủ nghĩa khủng bố gây ra. Người phát ngôn Bộ Ngoại giao Hồng Lỗi cũng gửi một thông điệp tương tự trong cùng ngày.[117]
  -  Hong Kong: Đặc khu trưởng Lương Chấn Anh lên tiếng phê phán các vụ tấn công này và gửi lời chia buồn đến chính phủ và gia đình các nạn nhân Pháp. Chính quyền Hong Kong đưa ra cảnh báo du lịch cho nước Pháp và đề nghị cư dân mình tránh các chuyến thăm không cần thiết đến nước này, nhất là vùng Ile-de-France nơi có thủ đô Paris.[118]
- Úc: Thủ tướng Malcolm Turnbull đã tổ chức một buổi thông cáo báo chí tại Berlin khi đang trên đường đến dự Hội nghị Thượng đỉnh Lãnh đạo G-20. Trong đó ông gọi đây là "hành vi của quỷ dữ" và gửi lời chia buồn sâu sắc đến các nạn nhân và thân nhân những người bị nạn. Ông cũng cho biết nước Úc và Pháp là đối tác, bạn bè tin cậy trong cuộc chiến chống khủng bố và chính phủ Úc vẫn luôn đứng bên họ trong bất kỳ hoàn cảnh nào. Ngoại trưởng Julie Bishop gọi đây là "ngày thứ sáu đen tối cho nước Pháp và cả thế giới".[119]
- Việt Nam: Chủ tịch nước Trương Tấn Sang, Thủ tướng Chính phủ Nguyễn Tấn Dũng và Bộ trưởng Ngoại giao Phạm Bình Minh đã gửi điện chia buồn và thăm hỏi đến Tổng thống, Thủ tướng và Ngoại trưởng Pháp. Người phát ngôn Bộ ngoại giao Lê Hải Bình cho biết Việt Nam "lên án mạnh mẽ "các cuộc tấn công đẫm máu nhằm vào dân thường xảy ra hôm qua tại Pháp" và bày tỏ chia sẻ với những đau thương mà các nạn nhân gánh chịu. Ông bày tỏ tin tưởng rằng chính phủ Pháp sẽ nỗ lực để đưa những kẻ thủ ác sớm ra ánh sáng.[120]